# Pieter van der Willigen

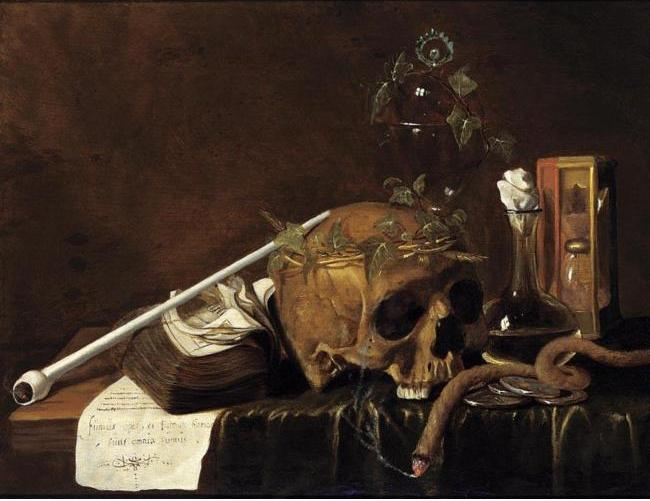
Natura morta con teschio, libro, pipa, caraffa, e clessidra.

Pieter van der Willigen (Bergen op Zoom, 1634 – Anversa, 1694) è stato un pittore fiammingo del periodo barocco.

## Biografia
Secondo Cornelis de Bie, era nato Bergen op Zoom ed era un buon pittore di nature morte. Secondo RKD, divenne allievo di Thomas Willeboirts Bosschaert nel 1652,  membro della Corporazione di San Luca dal 1655 al 1669, e poorter ad Anversa nel 1661. Egli è noto come pittore di nature morte che influenzò David Bailly. Nel 1662 suo fratello, Jan van der Willigen, divenne suo allievo. Morì ad Anversa.
Ma molti dipinti precedentemente attribuiti a lui sono stati riattribuiti a Hendrick Andriessen, specialmente quelli con una ghirlanda di paglia sopra un teschio. Oggi rimangono pochissime opere che possono essere sicuramente attribuite a lui, sebbene de Bie abbia scritto un poema di una pagina sui suoi dipinti "immobili", e Arnold Houbraken incluse anche una poesia sui suoi dipinti di nature morte provenienti da un'altra fonte.